# Saddle Pass
Der Saddle Pass (englisch) ist ein vereister Gebirgspass im Grahamland auf der Antarktischen Halbinsel. Im Norden der Tabarin-Halbinsel führt er südlich der Hope Bay zwischen The Pyramid und The Saddlestone vom Kenney-Gletscher zum Dawson-Lambton-Gletscher.
Polnische Wissenschaftler benannten ihn 1999.